# 마도요
마도요(Eurasian curlew, Numenius arquata)는 도요과에 속하는 물떼새이다. 몸 길이가 50~60 센티미터 (20~24인치)에 이를만큼 가장 큰 물떼세에 속하며, 날개 길이는 89~106 센티미터 (35~42인치), 몸무게는 410~1,360 그램에 달한다.
마도요는 아프리카, 남부 유럽, 남아시아 등의 지역 대부분을 날아다니는 철새종으로 존재한다.

## 생활권
갯벌, 내륙의 물가, 간척지, 소택지, 염전, 논, 밭, 초습지 등에서 생활한다.

## 아종
마도요에는 세 개의 아종이 있다.
- N. a. arquata, (Linnaeus, 1758)
- N. a. orientalis, Brehm, 1831
- N. a. suschkini, Neumann, 1929

흔히 볼 수 있는 새이긴 하지만, 그 개체수는 눈에 띄게 줄어들고 있다. 아일랜드에서 서식 중인 개체수는 지난 30년 동안 86%가 감소된 것으로 짐작된다.